# كونغرس مجلس أوروبا

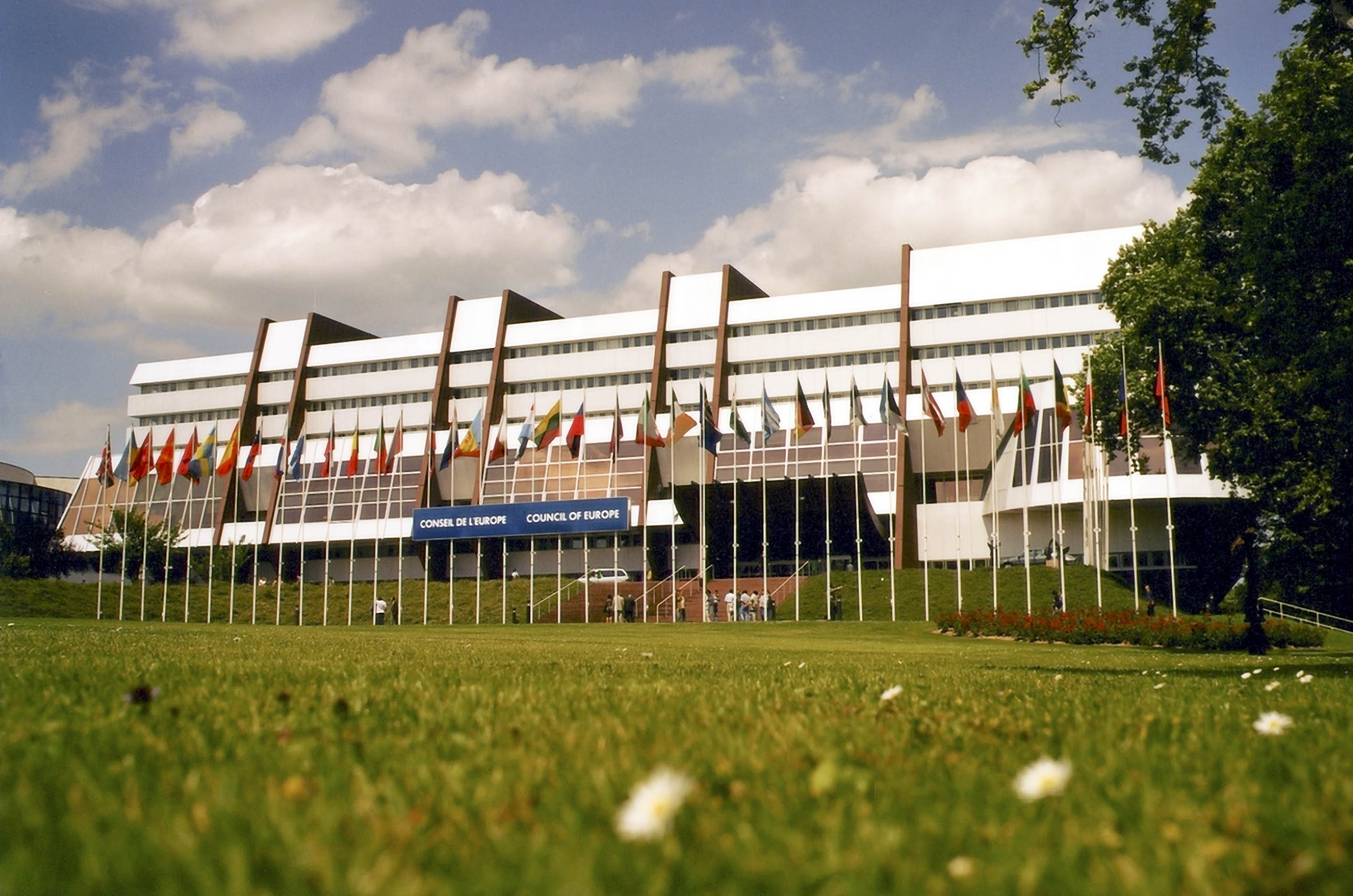
Palais de L'Europe: مقعد الكونغرس

كونغرس السلطات المحلية والإقليمية هو التجمع السياسي لعموم أوروبا، ويمثل السلطات المحلية والإقليمية للدول السبع والأربعين الأعضاء في مجلس أوروبا. ويتمثل دوره في تعزيز الديمقراطية المحلية والإقليمية، وتحسين الحكم المحلي والإقليمي وتعزيز الحكم الذاتي السلطات، وفقاً للمبادئ المنصوص عليها في الميثاق الأوروبي للحكم الذاتي المحلي. تنعقد جلساته العامة مرتين في السنة في قصر أوروبا في ستراسبورغ، حيث يقع مقر الأمانة الدائمة.